# Gryllus carvalhoi
Gryllus carvalhoi är en insektsart som först beskrevs av Lucien Chopard 1961.  Gryllus carvalhoi ingår i släktet Gryllus och familjen syrsor. Inga underarter finns listade i Catalogue of Life.